# KV Arena
Die KV Arena (seit 2018 auch Realistic Arena) ist eine Mehrzweckhalle in der tschechischen Stadt Karlsbad. Sie ist seit 2009 die Heimspielstätte des HC Energie Karlovy Vary.
Die KV Arena bietet zwischen 6.000 und 8.000 Zuschauern Platz. Der Baubeginn war im Januar 2007, die Eröffnung fand am 19. Juni 2009 statt. Sie löste die 1947 erbaute Eishalle als Heimspielstätte des HC Energie Karlovy Vary ab. Im September des Jahres wurde in der Arena das Eishockeyturnier Czech Hockey Games ausgetragen, das von der tschechischen Eishockeynationalmannschaft gewonnen wurde.
Seit Juni 2018 heißen die beiden Eishallen des Gebäudekomplexes aufgrund eines Namenssponsoring über drei Jahre Laufzeit Realistic Arena.

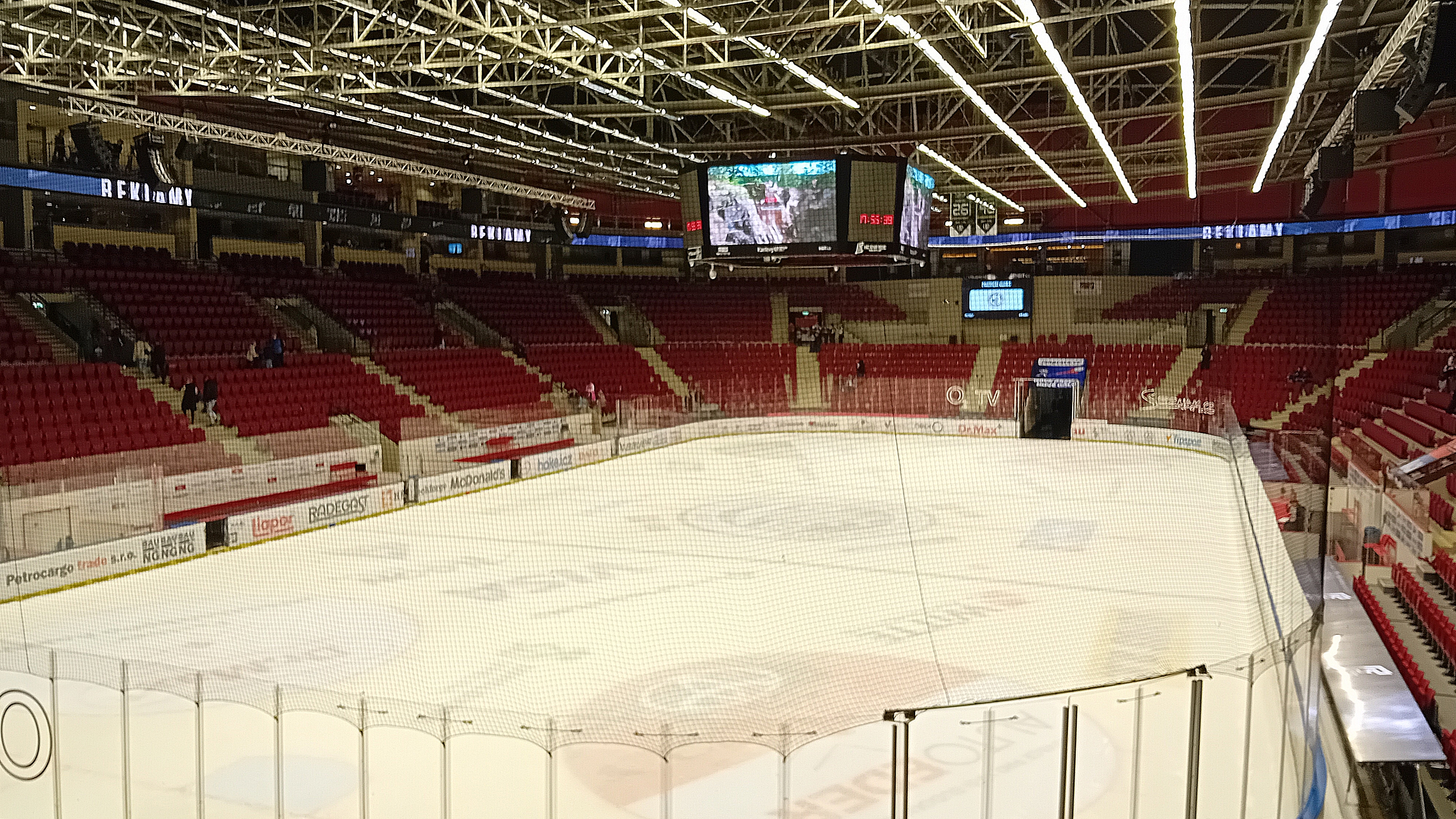
Innenansicht der KV Arena